# Tatsuta Maru (schip, 1930)

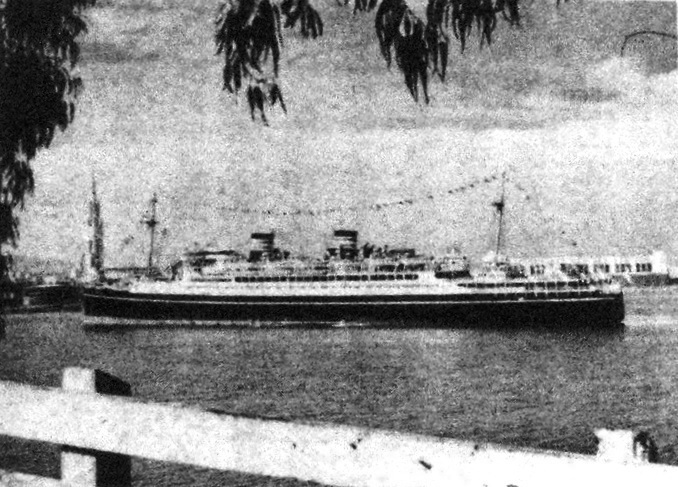

De Tatsuta Maru (Japans: 龍田丸) was een passagiersschip van de Japanse rederij Nippon Yusen Kaisha Line. Ze was een zusterschip van de Asama Maru, met dezelfde scheepsafmetingen en constructie als bovenbouw. Ze werd eveneens als haar zusterschip gevorderd door de Japanse Keizerlijke Marine tijdens de Tweede Wereldoorlog en omgebouwd tot troepentransportschip.

## Geschiedenis
De Tatsuta Maru (Maru =cirkel) had een tonnage van 16.975 brt en kwam op 15 maart 1930 gereed, als zusterschip van de Asama Maru.
Beide schepen, elk met vier schroeven, waren voorzien van Sulzer dieselmotoren, met een vermogen van 20.000 pk. De Tatsuta Maru (vanaf 1938 Tatuta Maru) ging in 1943 in Japanse wateren ten onder als gevolg van torpedering door een Amerikaanse onderzeeër. Eveneens als haar onfortuinlijke zusterschip Asama Maru, bleef ze een tijdje drijven vooralleer ze zonk. De overlevenden konden zich nog redden in de reddingssloepen, dankzij de stevige constructie van deze twee voormalige passagiersschepen.